# 雀の聖母
『雀の聖母』（すずめのせいぼ、伊: Madonna del passero、英: Madonna del Passero）は、イタリアのバロック絵画の巨匠グエルチーノが画業初期の1615-1616年にキャンバス上に油彩で制作した絵画である。聖母マリアの顔立ちや姿勢には、グエルチーノが非常に称賛したルドヴィコ・カラッチの祭壇画『聖家族と聖フランチェスコ、寄進者たち』 (1591年、イル・グエルチーノ市立美術館、チェント) 中の聖母マリア像との共通性が認められる。作品は現在、ボローニャ国立絵画館に所蔵されている。

## 作品

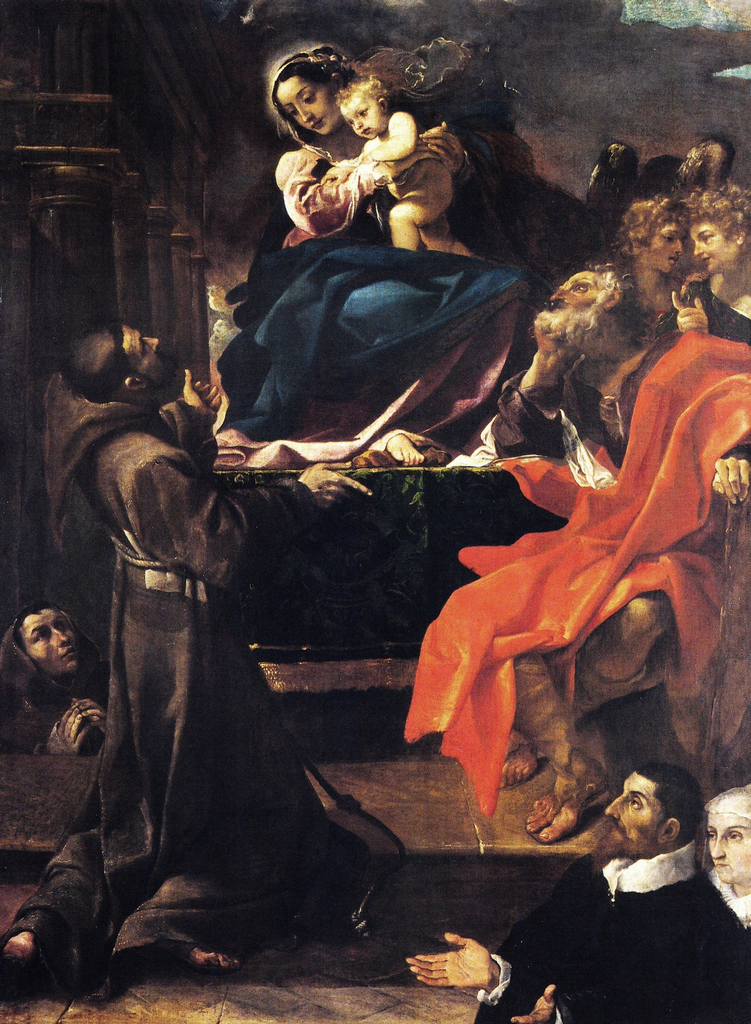
ルドヴィコ・カラッチ『聖家族と聖フランチェスコ、寄進者たち』 (1591年)、イル・グエルチーノ市立美術館、チェント

室内にいる聖母子はおそらく窓を通して射しこんでくる光が生み出す柔らかな陰影によって浮かび上がり、堅固な量感を持つ。聖母子は画面いっぱいに描かれており、鑑賞者の近くにいるように感じられ、雀のとまる聖母の指は画面外に突き出てくるようである。聖母も幼子イエス・キリストも雀をじっと見つめ、雀によって2人の視線は交差して心理的に結びつく。イエスの左手は雀の脚につながる糸を握り、糸はきわめて細く繊細な線によって示されている。彼の右手は聖母の服をしっかりとつかみ、聖母も左手で彼の身体を支えており、その自然な仕草により母子の情愛の深さが印象づけられる。
古来、聖母子とともに描かれる小鳥 (通常、ゴシキヒワ) はイエスの受難の象徴とされてきた。本作の雀もその象徴性を有していると思われるが、ここで強調されるのは日常的な母子の親密な関係である。上述のように、この絵画の聖母はルドヴィコ・カラッチの祭壇画と類似しているが、宗教的作品の中に日常の自然主義的光景を描き入れるのもカラッチ一族 (特にルドヴィコ) の特徴である。一方で、ルドヴィコの祭壇画と比べると光はまんべんなく画面に行き渡り、構図は単純で安定感がある。こうした点は、主にパルマで活動した画家バルトロメオ・スケドーニに倣ったものと考えられている。スケドーニの作品は、モデナやボローニャで見ることができたのである。